# 潘少忠
潘少忠（英語：Siu-chung POON，1949年—），現時為威發國際集團有限公司創辦人、董事長，以及總裁。
在1949年出生於珠海市的潘少忠，屬於農村幹部家庭，是家中七兄妹中的老二。成績本屬優異，但由於在13歲那年身患傷寒，而終止學業，其後被父親送到澳門治療，後轉至香港。他為了提升增值，在親戚開的飯店做起了夥頭軍，後日間工作，夜晚則進修，包括英文、會計、管理、營銷、廣告、進出口等。
其後經朋友協助下，安排到一間原材料公司任職辦公室助理。1978年，也就是中國改革開放成立年份，他和友人開始創立「威發」，成功取得米奇老鼠、咖啡猫、忍者龟等，後研發萬聖節的雪糕帽，聖誕節的緞帶掛飾等。1983年，他所創立的企業成功在家鄉珠海設廠。1992年10月23日，他所創立的企業成功在香港交易所主板上市，擴展到中山、深圳、东莞等地區。
2003年，他成功以4500多萬港元收購Rich Success，以及與日本萬代提供合作關係。
除此之外，公職包含广东省政協委員、香港广东社团总会副會長、香港广东各级政协委员联谊会副會長、广东外商工会常務副主席、香港珠海社团总会首席名譽會長、香港工业专业评审局榮譽院士、香港玩具厂商会常務副主席等。
潘少忠的兒子潘偉駿博士為威發執行董事，畢業於英國布里斯托大學，並持有機械工程學士學位及哲學博士學位。

## 連結
- 珠海走出的“派对王国”掌门人——记珠海市第七届政协常委潘少忠 政協珠海市委員會